# Hegesip (epigramatista)
Hegesip (grec antic: Ἡγήσιππος, llatí: Hegesippus) fou un poeta grec autor de vuit epigrames que figuren a l'Antologia grega, on apareix amb un estil molt simple, cosa que indicaria que el poema era d'una època molt antiga.